# Schuld sind immer die Anderen
Schuld sind immer die Anderen ist ein Filmdrama von 2012 unter der Regie von Lars-Gunnar Lotz nach einem Drehbuch von Anna Maria Praßler. Es ist der Debüt-Spielfilm von Lotz und dessen Abschlussfilm an der Filmakademie Baden-Württemberg.

## Handlung
Der cholerische, kriminelle Jugendliche Ben hat ein ernsthaftes Problem. Er schlägt und tritt immer wieder heftig und unkontrolliert zu, wenn er austickt. Einer Wirtin bricht er den Kiefer, als sie ihm kein Bier mehr verkaufen will, weil er blau ist. Einer Schwangeren tritt er das Baby im Bauch tot, weil sie bei einem Raubüberfall das Geld fallen lässt, das sie für ihn aus dem Automaten ziehen musste.
Schuld sind für Ben immer die andern. Wäre er nicht so cholerisch, stünde seiner Karriere als Auftragsautoknacker nichts im Wege. So aber landet er wegen der Gewalt gegen die Wirtin im Jugendknast, wo er verprügelt und selbst schnell zum Opfer wird. Dass er gemeinsam mit einem Komplizen auch den Raubüberfall auf die Schwangere begangen hat, weiß niemand. Der Fall wurde nicht aufgeklärt.
Die Opfererfahrung im Knast lässt Ben widerwillig den Versuch wagen, seine Strafe im offenen Vollzug zu verbüßen. Sozialarbeiter Niklas holt ihn aus dem Knast und bringt ihn ins „Waldhaus“, eine Art familiengeführtes Jugendheim. Im „Waldhaus“ leben Niklas und seine Frau Eva mit ihrer fünfjährigen Tochter. Das Ehepaar bringt straffällige Jugendliche mit strengen Regeln und harter körperlicher Arbeit in Wald und Flur zurück auf die Verantwortungsspur. Gerade als das Experiment sich für Benjamin Erfolg versprechend anlässt, ereilt ihn der nächste Tiefschlag: Die Sozialarbeiterin Eva, die er zunächst nicht kennengelernt hat, kehrt aus dem Krankenhaus ins „Waldhaus“ zurück. Benjamin erkennt in ihr sein Opfer vom jüngsten Raubüberfall.
Ben versucht zunächst, sich seiner Schuld zu entziehen; er kann jedoch der Konfrontation mit den anderen Jugendlichen genauso wenig entgehen wie der brutalen Gegenüberstellung mit seinem Opfer Eva, die verständlicherweise unprofessionell agiert, als sie erfährt, wer Ben wirklich ist. Wodurch sie ihn in jene Verzweiflung treibt, in der sie sich bereits befindet. Und obwohl Ben seine Tat schließlich bereut, wird aus dem Täter-Opfer-Ausgleich nichts. Eva schafft es nicht, dem Täter zu verzeihen.

## Produktion
Der Film ist eine Produktion von FFL Film- und Fernsehlabor in Koproduktion mit der Filmakademie Baden-Württemberg, den Fernsehsendern SWR und ARTE; er wurde gefördert mit Mitteln der MFG Baden-Württemberg. Die Produzenten sind Matthias Drescher und Philipp Knauss sowie Franziska Specht, alle Absolventen der Filmakademie.
Drehorte waren Münsingen, Stuttgart und Wiesloch.

## Rezeption
Das Hamburger Abendblatt lobte:

„Gespielt wird die Geschichte um einen dramaturgisch extrem zugespitzten, grandios scheiternden Täter-Opfer-Ausgleich von einem Spitzenensemble junger deutscher Schauspieler. Allen voran in den Hauptrollen Hasanović als Ben und Brendler als Eva. Edin Hasanović, der schon Auftritte in einigen Krimiserien hatte, spielt seine erste Hauptrolle in einem Kinofilm bravourös und besteht seine Meisterprüfung mit einer Eins mit Sternchen. Julia Brendler fügt früheren Erfolgen einen weiteren großen Auftritt hinzu. Aber auch die Leistung von Pit Bukowski als Tobias, führender jugendlicher Straftäter im ‚Waldhaus‘, ist preisverdächtig.“

Kino.de bewertete den Film mit fünf (von 5) Sternen und schrieb:

„Dank der starken schauspielerischen Leistung von Edin Hasanović (KDD – Kriminaldauerdienst) erlebt das Publikum die innere Entwicklung eines zerrütteten Menschen hin zu einem gesellschaftsfähigen, empathischen Individuum, das wieder Reue und Zuneigung empfinden kann“

Oliver Armknecht merkte kritisch an:

„Größtes Manko des Films ist die mangelnde Plausibilität. Schon die Ausgangssituation – ein Verbrecher und sein ehemaliges Opfer leben unter einem Dach – wäre schon ein ziemlicher Zufall. Hinzu kommen noch andere kleine Ereignisse und Wendungen, die den deutschen Film manchmal etwas künstlich und unrealistisch wirken lassen. Findet man sich damit ab, stellt man schnell fest, dass die Geschichte zwar etwas konstruiert, dafür aber auch sehr spannend ist. Schließlich ahnt Eva nicht, wer der Neuankömmling ist, Ben trug seinerzeit eine Maske. Gerade die Frage, ob sie ihm auf die Schliche kommt, er irgendwann die Nerven verliert, lässt Schuld sind immer die Anderen zeitweise zu einem kammerspielartigen Thriller werden. […] Doch hinter diesem Katz-und-Maus-Spiel lauern viel grundsätzlichere Fragen zu Schuld und Sühne, Verantwortung und Vergebung. Kann ich jemandem verzeihen, der mein Leben zerstört hat? Will ich das überhaupt? Schuld sind immer die Anderen lässt uns aber auch, und das ist das Besondere an dem deutschen Drama, hautnah mitfühlen, wie ein Täter seinem früheren Opfer begegnet und sich mit seinem Verbrechen auseinandersetzen muss. Ein interessanter Ansatz, einmal aus der meist dominanten Opferperspektive auszubrechen. So wahnsinnig viel erfahren wir zwar nicht über Ben, so wie eigentlich alle Figuren eher an der Oberfläche bleiben.“

Ähnliche Vorbehalte äußerte Dorothee Herrmann im Schwäbischen Tagblatt:

„In dem Film […] bleibt die Kamera immer quälend nah dran: am brutalen Raubüberfall, mit dem Ben als völlig depraviert eingeführt wird, und an der aufgeladenen Atmosphäre im Erziehungscamp, die nur durch strikteste Regeln (‚Kein Körperkontakt‘) gebändigt werden kann. Leider motzt der Film Bens Entwicklung – wie er ganz allmählich lernt, nicht sofort auszurasten, sich selbst mit Distanz zu betrachten – mit einem Extremkonflikt auf.“

## Auszeichnungen
Schuld sind immer die Anderen erhielt 2012 den NDR-Filmpreis für den Nachwuchs, den Bernhard-Wicki-Filmpreis und den DGB-Filmpreis, sowie 2014 den Nachwuchspreis von NDR Studio Hamburg für die beste Regie. Neben Edin Hasanović für die beste darstellerische Leistung in der männlichen Hauptrolle war auch Anna Maria Praßler mit ihrem Drehbuch für den Deutschen Filmpreis 2013 nominiert. 2013 war der Film für den Günter-Rohrbach-Filmpreis und den Grimme-Preis 2014 nominiert.